# Gruppo Sportivo 94º Reparto Distrettuale
Il Gruppo Sportivo 94º Reparto Distrettuale, noto anche come 94º Reparto Distrettuale, è stata una squadra di calcio italiana con sede a Trieste. Il club ha disputato nella sua storia un campionato di Serie C, annoverando fra le sue file Nereo Rocco.

## Storia
La squadra militare del 94º Reparto Distrettuale giunse terza nel Girone A Venezia Giulia della Prima Divisione 1941-1942, ottenendo comunque l'accesso al girone finale dato che la squadra vincitrice del girone era la squadra riserve della Triestina. Il successivo primo posto nel girone finale della Venezia Giulia garantì la promozione nella categoria superiore. 
Il club esordì nella stagione seguente in Serie C, ottenendo il terzo posto del Girone A. Il 94º Reparto Distrettuale terminò l'attività a seguito della sconfitta nella seconda guerra mondiale.

## Palmarès

### Competizioni regionali
- Prima Divisione: 1

1941-1942